# Света Богородица Кукузелска
„Въведение Богородично“ (на гръцки: Εισόδια της Θεοτόκου), по известна като „Света Богородица Кукузелска“ (Παναγιά Κουκουζελιώτισσα или Κουκουζέλισσα) е православна църква в светогорския манастир Велика Лавра, Гърция.

## Местоположение
Храмът е разположен вътре в оградения комплекс на Великата Лавра и е първата сграда след портата, затова носи и името „Света Богородица Вратарница“ (Πορτάρισσα), както и „Света Богородица Икономска“ (Οικονόμισσα).

## Архитектура
Храмът в архитектурно отношение принадлежи към куполните храмове с вписан кръст и притвор – най-типичният тип атонски храмове, но с някои особености. Размерите му са 16 m дължина на 7,50 m ширина с притвора и без конхите и височина 12,20 m. Куполът опира на висок, тесен и отвън осмоъгълен барабан. Страните на кръста са неравномерни – северната и южната са по-къси от източната и западната. Оформените сферични триъгълници стигат до четири сиви мраморни колони, които поддържат купола и са вероятно сполии. Капителите обаче изглежда са специално направени за тази сграда. Те са класически със средно качество с начупени ъгли, образуващи типичните за османския период капки. От колоните започват дъги, които завършват върху стените.